# کنیسه، حمص
کنیسه (به عربی: الکنیسة) یک روستا در سوریه است که در استان حمص واقع شده‌است. کنیسه ۱٬۵۰۴ نفر جمعیت دارد.